# Jim Boatwright
Jim Boatwright, (Rupert, Idaho, 10 de diciembre de 1951 - Hailey, Idaho, 11 de febrero de 2013) fue un jugador de baloncesto con doble nacionalidad estadounidense e israelí. 

## Trayectoria
- Universidad de Utah State (1970-1974)
- Maccabi Tel Aviv (1974-1982)